# 엘리 켐퍼
엘리 켐퍼(Ellie Kemper, 1980년 5월 2일 ~ )는 미국의 배우, 코미디언이다. NBC 시트콤 《오피스》의 "에린 해넌"과 넷플릭스 드라마 《언브레이커블 키미 슈미트》의 주인공 "키미 슈미트"로 유명하다.

## 생애
1980년 5월 2일, 미국 캔자스시티에서 태어났다. 데이비드 우즈 캠퍼(David Woods Kemper)와 도로시 도티 앤(Dorothy Dotty Ann) 슬하의 네 자녀 중 차녀이다. 엘리의 집안은 미주리 지방 유지 중 하나였다. 할아버지는 밀드레드 레인 캠퍼(Mildred Lane Kemper)이다. 워싱턴 대학교 세인트루이스에 있는 밀드레드 레인 캠퍼 미술관은 엘리의 할아버지 이름에서 따온 것이다. 아버지 데이비드는 캠퍼 가의 은행 자산 기업 커머스 뱅크쉐어(Commerce Bancshares)의 회장이자 임원 대표이다. 동생 캐리 캠퍼 (Carrie Kemper)는 방송 작가이다. 엘리는 이탈리아, 잉글랜드, 독일계 미국인이다.
엘리가 5살 때, 엘리의 가족은 세인트루이스로 이주했다. 세인트루이스 소재 콘웨이(Conway) 초등학교와 존 버로우스 학교(John Burroughs School)를 졸업했다. 고등학교 시절 연극과 즉흥 코메디에 관심이 있었다. 그녀의 선생님이었던 배우 존 햄과 함께 학교 연극에 서기도 했다. 2002년, 프린스턴 대학교에서 영어 학사 학위를 받으며 졸업했다. 프린스턴 재학 시절 중 1999년에 필드하키팀에도 있었는데, 경기 중 약 97%는 그냥 벤치에 앉아있었다고 밝혔다. 엘리의 필드하키팀이 엘리가 팀에 들어간 첫 해에 전국 대회에도 나갔지만, 다음 해 엘리는 연극에 집중하기 위해 팀에서 나왔다. 그 후 옥스퍼드 대학교에서 영어 석사 학위를 취득했다.

## 경력
엘리는 프린스턴 대학교 재학 시절 즉흥 코메디에 관심을 키워 나갔다. "Quipfire!"라는 프린스턴에서 가장 오래된 즉흥 코메디 그룹에 가입했고 "프린스턴 트라이앵글 클럽"이라는 유랑 코메디 극단에서도 활동했다.
케이 마트(Kmart)에서 진행되는 일주일 간의 텐트 세일 광고를 찍으면서 미국 배우 조합에 가입하게 됐다. 광고에서 엘리는 극중 남편과 함께 캠핑하는 모습으로 나오는데, 광고 중 타란툴라 거미가 엘리의 얼굴을 기어가는 게 압권이다. 레이트 나잇 위드 코난 오브라이언 , E!의 Important Things with Demetri Martin ,  The Gastineau Girls , 콜베어 르포 등 다양한 방송에서 활약했다. 프린스턴 동문인 스콧 애커트(Scott Eckert)와 여러 편의 스케치 코메디를 함께 썼다. 디 어니언, 맥스위니스(McSweeney's), 허핑턴 포스트의 기고 작가로도 활동했다.

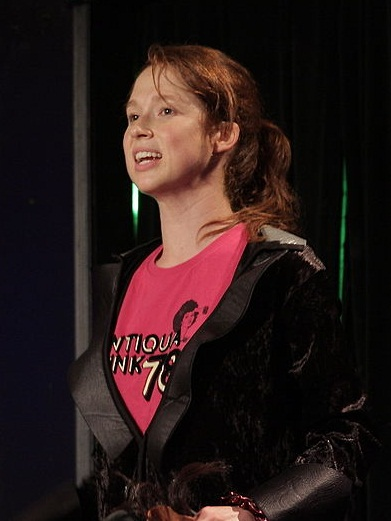
2008년 "Feeling Sad/Mad with Ellie Kemper"를 공연 중인 모습

뉴욕에 와서는 "People's Improv Theatre"와 "Upright Citizens Brigade" 극단에서 활동했다. 2007년, "How to Kick People"이라는 문학·코메디극에 출연했다. "Dumb Girls", "Feeling Sad/Mad with Ellie Kemper"이라는 원맨쇼 공연도 선보였다. 윌 페럴과 애덤 매케이가 운영하는 코메디 웹사이트 "퍼니 오어 다이" (Funny or Die)에서 코메디 스케치를 선보였다. 2008년 8월, 새터데이 나이트 라이브 오디션을 봤지만 뽑히지 못했다. 2009년 7월, 버라이어티지 선정 "주목할 희극인 10인" 중 한 명으로 선정됐다.
2007년 8월, 엘리는 "Blowjob Girl"이라는 코메디 비디오로 인터넷에서 화제가 됐다. 약 2분 간 엘리를 클로즈업한 비디오인데, 비디오에서 엘리는 극중 남자친구에게 구강성교를 해주려고 하면서 그의 성기를 깨물고 으깰거라고 위협하는 여자로 나온다. 2010년 4월, 엘리는 한 매체와의 인터뷰에서 다음과 같이 밝혔다. "전 그 비디오가 정말 싫어요. 그게 단순히 개그라는 걸 알았지만 안하고 싶었어요. 제 생각에는 재미도 없었기에 이 영상이 인기 있는 게 싫었죠.", "그 영상을 보고 다신 이런 걸 하지 말아야겠다고 생각했죠."
2009년 영화 《미스터리 팀》에서 단역으로 출연했다. 2010년, 소피아 코폴라 감독 영화 《섬웨어》(Somewhere)에, 2011년에는 영화 《내 여자친구의 결혼식》에 출연했다. 2013년, 애니메이션 《아메리칸 대드!》에 목소리 출연했다.

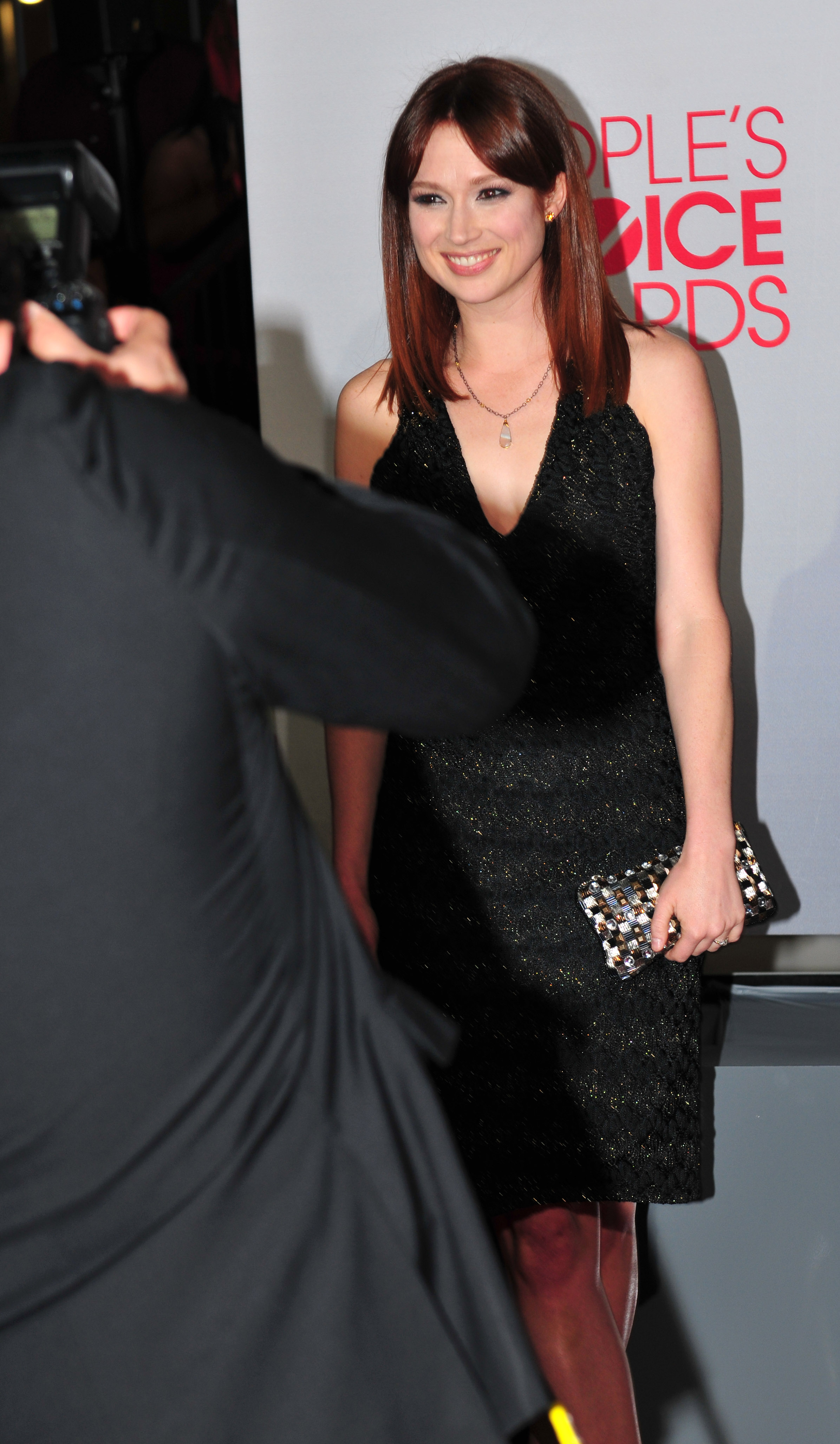
2012년 1월, 제38회 피플스 초이스 어워드에서

2009년, 그렉 다니엘스와 마이클 슈어 기획 시트콤 드라마 《팍스 앤 레크리에이션》 오디션에 지원했으나 캐스팅에 실패했다. 하지만 후에 드라마 《오피스》 오디션 연락을 받고 지원해 "에린 해넌" 역에 캐스팅되어 2009년 4월부터 출연했다. 엘리의 캐릭터인 에린은 원래 비꼬고 건조한 이미지로 그려지려다가, 실제 엘리의 모습과 어울리게 당차고 낙관적인 이미지로 조정됐다. 또 원래 에린 캐릭터는 4개의 에피소드만 출연하려했으나, 엘리의 활약으로 시즌 6에서 정규 캐릭터로 편성됐다. 엘리는 이 역할로 많은 호평을 받았다.
이어서 엘리는 티나 페이, 로버트 칼록 제작 넷플릭스 드라마 《언브레이커블 키미 슈미트》에서 주인공 "키미 슈미트"를 연기했다. 이 역할로 엘리는 큰 호평을 받았고, 2015년 SAG상 코미디 부문 여우주연상 후보와 2016년 에미상 후보에 지명됐다.

## 사생활
엘리는 로마 가톨릭교 신자이다. 2012년, 작가 겸 크리에이터였던 남자친구 마이클 코만(Michael Koman)과 약혼했다. 그리고 몇 달 후 2012년 7월 7일, 마이클과 결혼했다. 2016년 4월, 임신 소식을 전했다.

## 필모그래피
| Year      | Title                                   | Role                             | Notes                                                                                       |
| --------- | --------------------------------------- | -------------------------------- | ------------------------------------------------------------------------------------------- |
| 2006      | Sexual Intercourse: American Style      | 신디                             | TV 드라마 (2개의 에피소드에 출연)                                                           |
| 2007      | Redeeming Rainbow                       | 셸리                             | TV 영화                                                                                     |
| 2007–2008 | Mister Glasses                          | 키티                             | TV 드라마 (5개의 에피소드에 출연)                                                           |
| 2009      | 미스터리 팀                             | 제이미                           |                                                                                             |
| 2009      | Cayman Went                             | 술집 안 여자                     |                                                                                             |
| 2009–2010 | Important Things with Demetri Martin    | 앨리슨 / 펠리시아                | TV 스케치 버라이어티쇼 (2개의 에피소드에 출연)                                              |
| 2009–2013 | 오피스                                  | 에린 해넌                        |                                                                                             |
| 2010      | 컴 백 록스타 (Get Him to the Greek)     | 조연                             |                                                                                             |
| 2010      | 섬웨어 (Somewhere)                      | 클레어                           |                                                                                             |
| 2010      | 오피스: 3층 (The Office: The 3rd Floor) | 켈리 에린 해넌 Kelly Erin Hannon | TV 드라마 (3개의 에피소드에 출연)                                                           |
| 2011      | 내 여자친구의 결혼식                    | 베카                             |                                                                                             |
| 2012      | 21 점프 스트리트                        | 미스 그릭스                      |                                                                                             |
| 2012      | NTSF:SD:SUV::                           | 피츠패트릭                       | TV 드라마 (에피소드: "Whack-a-Mole")                                                        |
| 2012      | 로봇 치킨                               | 켄드라 / 여자 승객 (목소리 출연) | TV 드라마(에피소드: "Crushed by a Steamroller on My 53rd Birthday")                         |
| 2012      | Rich Girl Problems                      | 루크레티아                       | 단편 영화                                                                                   |
| 2012–2013 | 민디 프로젝트                           | 헤더                             | TV 드라마 (3개의 에피소드에 출연)                                                           |
| 2013      | 아이덴티티 씨프                         | 플로                             |                                                                                             |
| 2013–현재 | Sofia the First                         | 크래클                           | TV 드라마                                                                                   |
| 2013–2014 | Hollywood Game Night                    | 본인 출연                        | TV 드라마 (2개의 에피소드에 출연)                                                           |
| 2013      | Brenda Forever                          | 브랜다 밀러                      | TV 영화                                                                                     |
| 2014      | 엘런 디제너러스 쇼                      | 대리 사회자                      | TV (에피소드: "11.96")                                                                      |
| 2014      | 래기스                                  | 앨리슨                           |                                                                                             |
| 2014      | 섹스 테이프                             | 테스                             |                                                                                             |
| 2014      | 데이 케임 투게더                        | 카렌                             |                                                                                             |
| 2014      | The Nobodies                            | 줄리                             | 단편 영화                                                                                   |
| 2014      | 아메리칸 대드!                          | 제나 (목소리 출연)               | TV 애니메이션 (에피소드: "Introducing the Naughty Stewardesses")                            |
| 2014      | Comedy Bang! Bang!                      | 본인                             | TV 시리즈 (에피소드: "Ellie Kemper Wears a Purple Ruffled Sleeveless Top & Lavender Flats") |
| 2015–현재 | 언브레이커블 키미 슈미트                | 키미 슈미트                      |                                                                                             |
| 2015      | 투데이 쇼                               | Today's Take 의 공동 앵커        | 아침 뉴스 프로그램 (2015년 6월 29일-2015년 7월 17일)                                        |
| 2015      | 위 베어 베어스                          | 루시                             | TV 애니메이션                                                                               |
| 2015      | Drunk History                           | 넬리 블리                        | TV 시리즈 (에피소드: S3.E8 "Journalism")                                                    |
| 2016      | Animals                                 | 공주 (목소리 출연)               | TV 시리즈 (Episode: "Dogs.")                                                                |
| 2016      | All Hail King Julien                    | 카렌 (목소리 출연)               | TV 시리즈 (에피소드: "Revenge of the Prom")                                                 |
| 2016      | 마이펫의 이중생활                       | 케이티 (목소리 출연)             |                                                                                             |
| 2017      | 스머프: 비밀의 숲                       |                                  |                                                                                             |